# Lidköpings Cykelklubb
Lidköpings Cykelklubb, cykelklubb i Lidköping grundades den 4 april 1952 ur cykelsektionen i kraftsportkluubben All-Round. Tidigare fanns cykelklubben Agon, vilket i sin tur hade anor i Lidköpings Velocipedklubb som bildades redan på 1890-talet. Lidköpings Velocipedklubb var den första cykelklubben i Skaraborg som sysslade med cykelutflykter, den upplöstes 1924. 
LCKs första styrelse bestod av ordförande Stig Nygren, kassör Per-Olof Nillson och sekreterare Arne Brandt. Inträde i Svenska Cykelförbundet söktes och beviljades. En ungdomssektion bildas under ledaren Ingvar Gunnarsson. 1956 arrangerar LCK DM för juniorer, där klubbens Lennart Johansson blir 2:a. 
1960-talet, tävlingsverksamheten går ner, till stora delar beroende på alla vägarbeten som bedrivs runt Lidköping. 
1967 hade klubben 28 st medlemmar.Klubben hade varit representerad vid ett 20-tal tävlingar med sina unga cyklister med varierande framgång. Thomas Ringblom vinner ungdomsklassen vid Skaraborgsmästerskapen. Klubben har hos Länsstyrelsen ansökan om att få köra en ny bana med sträckningen Lidköping-Härebacka-Gösslunga-Stenhammar-Lidköping, en bana som kallades för Läckörundan. 
1968 Klubben jobbar hårt för cykelsporten och riktar sig mot ungdomarna. En familjeträff anordnas, även skolor besöks och elitåkarna Gösta "Fåglum" Pettersson och Jan-Åke Ek från Vårgårda medverkar. 
1969 Den återupptagna Kinnekullerundan, som nu är ett motionslopp, där ställer 200 st cyklister upp. Läckörundan lockar 187 tävlande från 25 klubbar. 
1970-talet, under denna period börjar tjejerna visa fina takter, bäst lyckas Christina Nordin. Medlemmar som bor i Götene startar en egen klubb vilket gör att LCK tappar en del åkare. Motionsåkarna är flitiga under hela årtiondet. 
1979 Detta år blir klubbens hittills mest framgångsrikaste. Ann-Charlotte Nordin blir Svensk juniormästarinna och klubben blir näst bästa USM klubb. Björn Andersson vinner Riksmästerskapet på rulle för pojkar. 
1980-talet är klubbens hittills bästa , Ann-Charlott Nordin blir som första Lidköpingscyklist uttagen till svenska landslaget. 
1983 får Björn Andersson förtroendet att ingå o landslaget. 
1984 arrangerar LCK Nordiska Mästerskapen. Fredagen den 24 augusti körs lagtempo med sträckningen Lidköping-Skara-Lidköping. Start och målgång sker på Nya Stadens Torg. Lördagen och söndagen körs linjeloppen på Kinnekulle, där start och mål är förlagda till Högkullen. Detta enorma arrangemang blir så lyckat att Svenska Cykelförbundet beslutar att låta klubben arrangera ett etapp i 1985 års upplaga av Postgiro Open i Lidköping. Etappen köra från Uddevalla till Lidköping via Tun. När åkarna når Lidköping så fortsätter man upp till Kinnekulle, där ett antal varv runt Högkullen körs för att sedan återvända till Lidköping. Vid Ågårdsrondellen svänger man in på Mellbygatan, Esplanaden Älvgatan, Rörstrandsbron, Hamngatan, Ringleden och tillbaka till Ågårdsrondellen. Detta varv körs 5 gånger. Målgången sker vid Nya Stadens Torg. Etappsegrare blev Magnus Knutsson , Vänersborg. 
1990-talet börjas det med en ny aktivitet i LCK, nämligen Mountainbike MTB , en ny tävlingsform. 
1991 passeras Lidköping av Postgirot Open där LCK är medarrangör vid ett spurtpris vid Wennerbergsbron. Samma år arrangerar vi en mountainbike-tävling, tillsammans med Götene CK, i slalombacken på Kinnekulle. Intresset var svagt och bara åkare från de två arrangerande klubbarna deltog. 
Andra hälften av 1990-talet går verksamheten ner drastiskt.Men Kinnekullerundan körs fortfarande. 
2000-talet börjar med en nästan obefintlig tävlingsverksamhet. Medlemsantalet går ner och 2004 är klubben vilande. 2005 är klubben nära att läggas ner. Men med stöd av Skara CK tar Björn Fredriksson initiativ till att blåsa nytt liv i föreningen. Det blir ett lyckat initiativ , året efter nystarten drar tävlingsverksamheten igång i fler discipliner , landsväg, MTB, cykelcross 
Kinnekullerundan arrangeras 2005 av Skara CK, och därefter bedrivs det som ett motionslopp genom ett samarbete mellan Skara , Götene och Lidköpings Cykelklubbar 
2013 beslöt man på Lidan Tri Clubs årsmöte att lägga ner verksamheten och anslutas till Lidköpings Cykelklubb.
Klubben består av ca 220 medlemmar 2025 och klubblokalen ligger på Hallgatan 3 . Där sker alla samlingar inför de gemensamma cykleturerna. I lokalerna finns det även motionscyklar av märket Monark, dusch och bastu.
Finns fyra olika facebookgrupper i föreningen Lidköpings CK, Lidköpings CK triathlon, MTB i Lidköping och Lidköpings CK Cykeltjejer.
Klubben har både landsvägscykling ,MTB och triathlonverksamhet. Området runt Lidköping erbjuder i det närmaste idealiska förhållanden för cyklister.Platta landskap och fina motlut upp mot Kinnekulle. Arrangerar Kinnekullerundan i samarbete med Skara CK och Götene CK.